# Old Carlisle
Old Carlisle – wieś w Anglii, w Kumbrii. Leży 17 km na południowy zachód od miasta Carlisle i 418 km na północny zachód od Londynu.